# Got Love (EP de Got7)
Got Love (estilizado como GOT♡) é o segundo EP do boy group sul-coreano Got7. Foi lançado em 23 de junho de 2014 pelo JYP Entertainment. A canção "A" foi usada para promover o EP.

## Lista de músicas
※ Bold no espaço de "Tracks" significa singles promocionais em cada álbum.
| N.º            | Título                   | Produtor(es)                                                     | Duração |  |
| 1.             | "U Got Me"               | Noday, Chloe                                                     | 3:46    |  |
| 2.             | "A"                      | J.Y. Park "The Asian Soul", Noday                                | 3:01    |  |
| 3.             | "나쁜 짓" (Bad Behavior) | Alex G, Erika Nuri, Andy Love                                    | 3:09    |  |
| 4.             | "Good Tonight"           | Lee Woomin "collapsedone", Fredrik "Fredro" Ödesjö, Crizzy & Guy | 3:24    |  |
| 5.             | "Forever Young"          | Noday, Chloe, Philip                                             | 3:43    |  |
| 6.             | "A (collapsedone Remix)" | Lee Woomin "collapsedone"                                        | 2:59    |  |
| 7.             | "A (TOYO Remix)"         | Toyo Lee of Like Likes                                           | 3:10    |  |
| 8.             | "A (FRANTS Remix)"       | Frants                                                           | 4:39    |  |
| Duração total: | Duração total:           | Duração total:                                                   | 27:51   |  |

## Desempenho gráfico
| Gráfico                                      | Posição |
| -------------------------------------------- | ------- |
| South Korea Gaon Weekly Albums Chart         | 1       |
| South Korea Gaon Monthly Albums Chart        | 3       |
| United States (Billboard World Albums Chart) | 6       |

| Gráfico                    | Posição |
| -------------------------- | ------- |
| Gaon Singles chart         | 16      |
| Gaon Mobile Ringtone chart | 41      |

| Ano   | Vendas do Gaon Physical |
| ----- | ----------------------- |
| 2014  | 59,725                  |
| 2015  | 4,471                   |
| 2016  | 3,114+                  |
| Total | 67,036+                 |